# Віденський хор хлопчиків

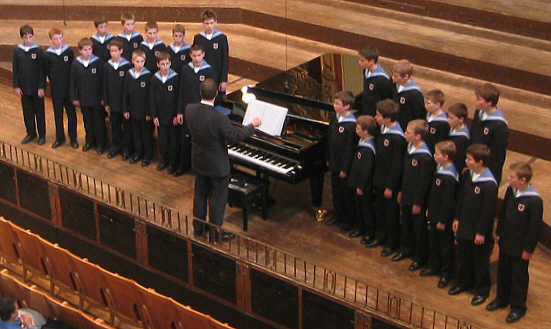
Віденський хор хлопчиків виступає в залі Віденського музичного товариства

Віденський хор хлопчиків (нім. Wiener Sängerknaben) — австрійський хоровий колектив з Відня.

## Історія
Хор виводить історію від указу імператора Священної Римської імперії Максиміліана I, який 30 червня 1498 року у зв'язку з переїздом імператорського двору з Інсбрука у Відень, розпорядився найняти, поряд з іншими музикантами, шістьох юних півчих для придворних богослужінь і концертів. Першим керівником придворної капели став священик Георг Златконя.
Впродовж понад 400 років невеликий хор хлопчиків існував у складі Придворної капели. Деякі з півчих стали в подальшому помітними музикантами: перш за все, композитори Якобус Галлус, Франц Шуберт і Карл Целлер, диригенти Ганс Ріхтер і Фелікс Мотль. У XVIII—XIX століттях чисельність хористів коливалася переважно від 14 до 20, вони виступали виключно при імператорському дворі.
Після розпаду Австро-Угорщини і проголошення Австрійської республіки новий уряд прийняв під державний патронат Віденську придворну оперу з її дорослим хором і оркестром, але не капелу хлопчиків. Однак керівник дорослого хору Йозеф Шнітт не змирився з цим і в 1921 році відтворив хор як окремий приватний заклад. З 1926 року хор почав гастролювати і впродовж десятиліття об'їхав весь світ, включаючи Австралію і Латинську Америку. Репертуар хору значно розширився, аж до дитячих опер.

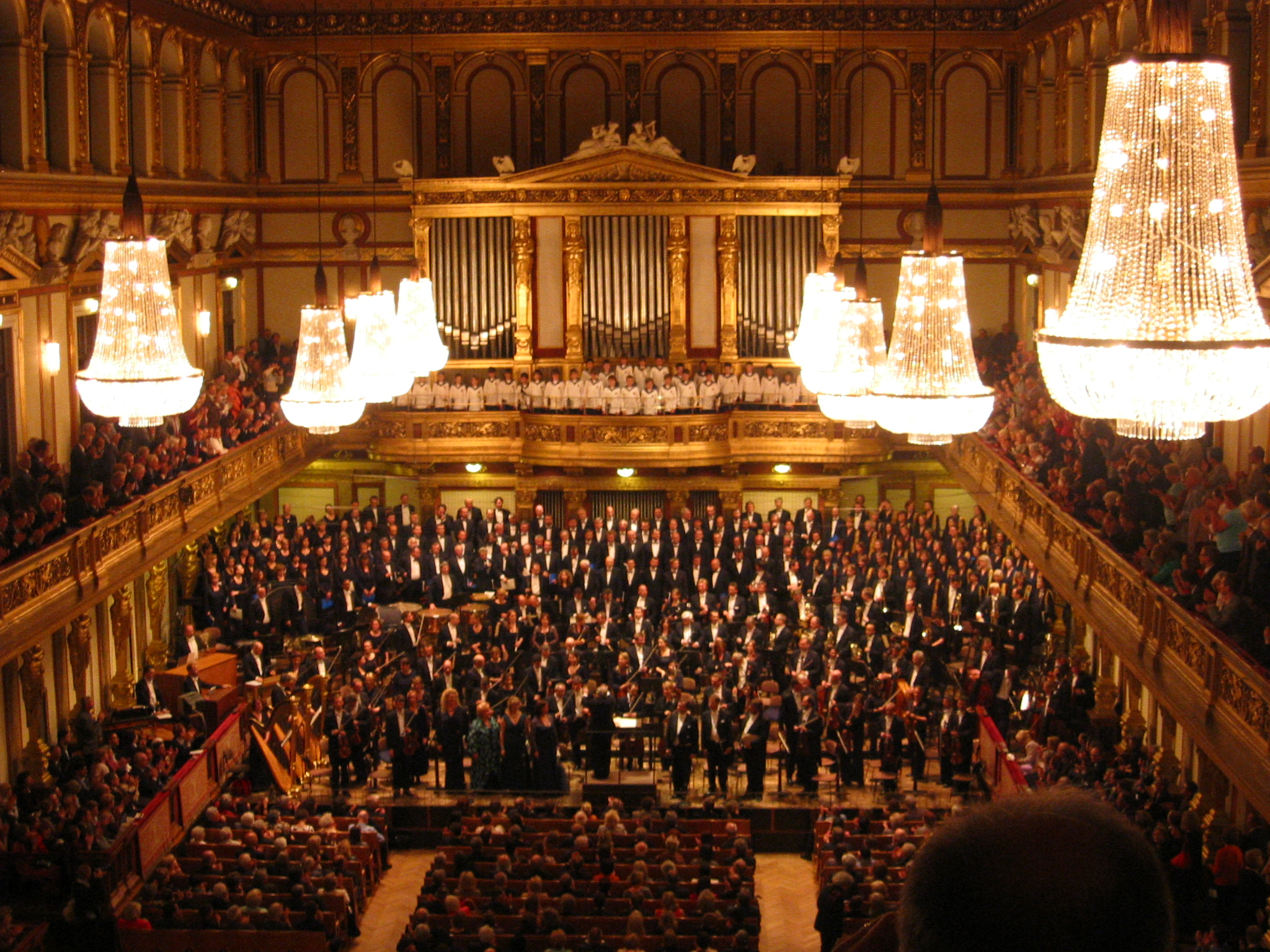
Густава Малера Симфонія № 8 — Віденський хор хлопчиків — Wiener Singverein — Slovenský filharmonický zbor — Staatskapelle Berlin — Pierre Boulez — Wiener Musikverein (2009)

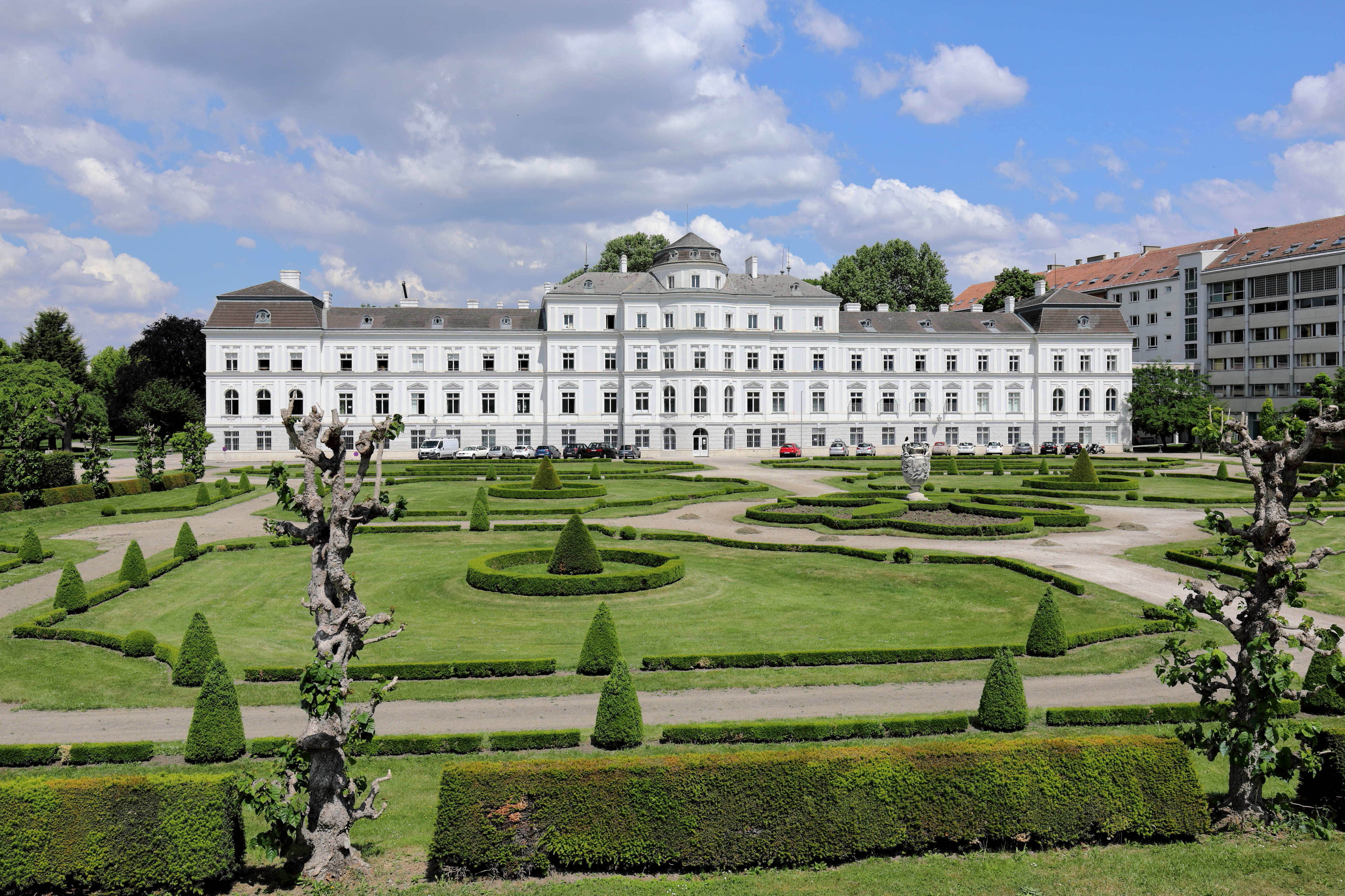
Палац Аугартен

Після аншлюсу в 1939 році Шнітт, який не приховував своєї нелюбові до нацистів, був звільнений, його змінив на посаді керівника хору відомий хоровий диригент Фердинанд Гроссман, у спробах зберегти прихильність нової влади хористи виступали зі свастикою на уніформі. До кінця Другої світової війни хор розпущений і був відновлений після її закінчення. У 1948 році до розпорядження хору наданий віденський палац Аугартен, де розташувалися як навчальні приміщення, так і дортуари. У 1952 році з ініціативи Шнітта був заснований Віденський хор, що складається з дорослих співаків, які у минулому співали в хорі хлопчиків, і призначений, головним чином, для спільних виступів.
В даний час чисельність Віденського хору хлопчиків становить близько 100 чоловік. Хор розділений на 4 групи, які у звичайних випадках концертують і гастролюють окремо і в сукупності дають близько 300 концертів на рік.

## Вибрана дискографія
Різдвяна музика
- Wiener Sängerknaben Goes Christmas (2003)
- Frohe Weihnacht (Merry Christmas) (1999)
- Christmas in Vienna / Heiligste Nacht (1990)
- Merry Christmas from the Vienna Choir Boys (1982)
- Christmas with the Vienna Choir Boys (with Hermann Prey)
- Christmas with the Vienna Boys' Choir, London Symphony Orchestra (1990)
- Weihnacht mit den Wiener Sängerknaben (Gillesberger 1980)
- The Little Drummer Boy (TV 1968)
- Die Wiener Sängerknaben und ihre Schönsten … (1967)
- Frohe Weihnacht (1960)
- Christmas Angels (RCA Gold Seal)

Поп-музика
- I Am from Austria (2006)
- Wiener Sängerknaben Goes Pop (2002)
- I Am Not A Humanbeing (2010)

Інше
- Orff: Carmina Burana (із Андре Превіном та Віденським філармонічним оркестром) (1994)